# باران (ون گوگ)

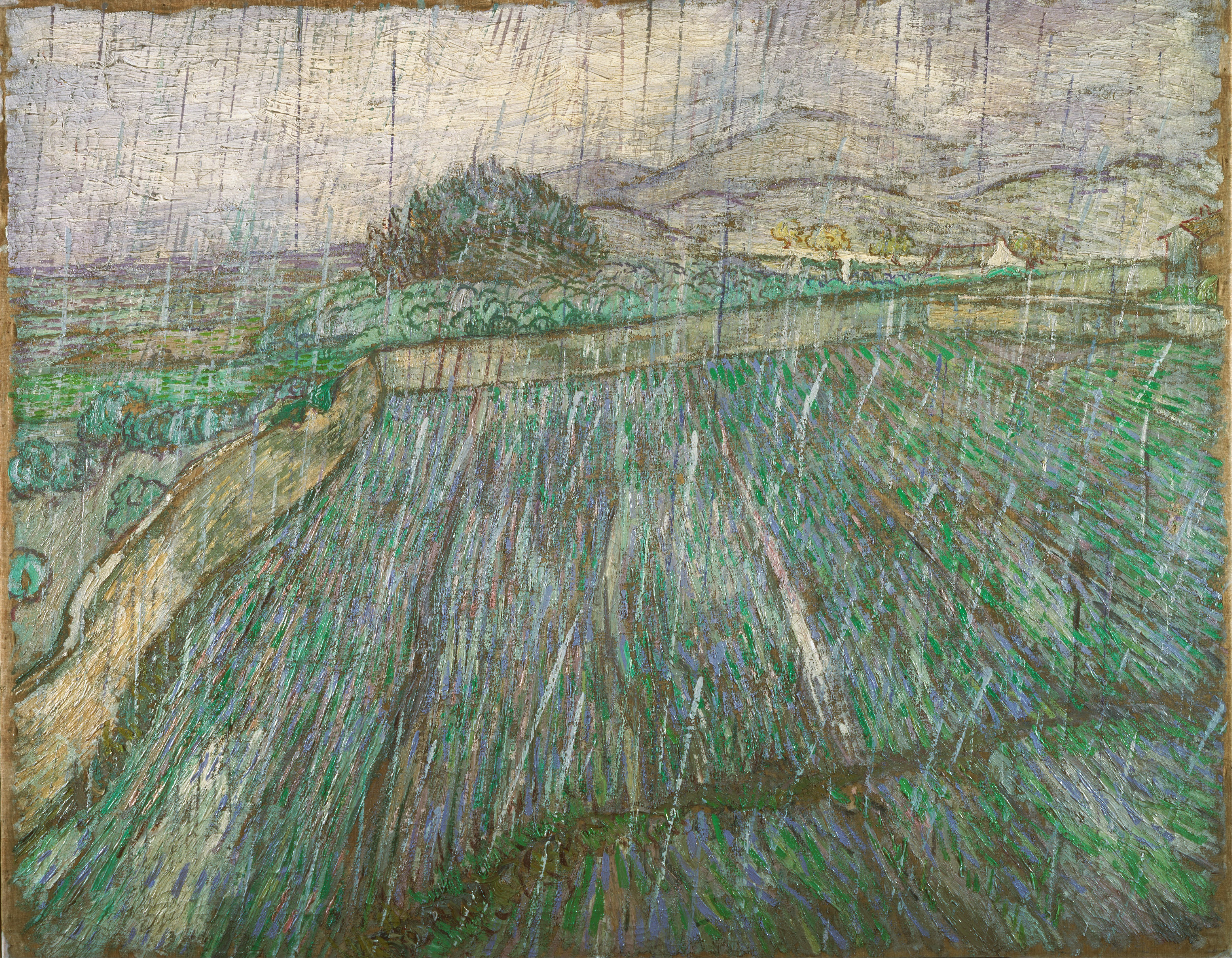
ونسان ون گوگ، باران, ۱۸۸۹, موزه هنر فیلادلفیا (F650)

باران (انگلیسی: Rain) (فرانسوی: La Pluie‎; F650, H565, JH1839) یک نقاشی رنگ روغن روی بوم، اثر ونسان ون گوگ است که در سال ۱۸۸۹، هنگامی که داوطلبانه در آسایشگاه در سن-رمی-دو-پروانس حضور داشت، آن را خلق کرد. او به‌طور مکرر منظره ای که از داخل پنجره اتاقش در معرض دید بود را نقاشی می‌کرد و رنگ‌ها و سایه‌های مزارع و تپه‌های اطراف سن-رمی، آنگونه که در زمانهای مختلف روز و در شرایط مختلف آب و هوایی ظاهر می‌شدند، به تصویر می‌کشید. ابعاد این نقاشی، ۷۳٫۳ سانتی‌متر در ۹۲٫۴ سانتی‌متر (۲۸٫۹ اینچ در ۳۶٫۴ اینچ) است و در موزه هنر فیلادلفیا در ایالت متحده‌آمریکا نگهداری می‌شود.